# دين لومباردي
دين لومباردي (بالإنجليزية: Dean Lombardi)‏ هو لاعب هوكي الجليد أمريكي، ولد في 5 مارس 1958 في هوليوك في الولايات المتحدة.